# Comuna Hrapaci, Bila Țerkva
Hrapaci (în ucraineană Храпачі) este o comună în raionul Bila Țerkva, regiunea Kiev, Ucraina, formată din satele Hrapaci (reședința) și Skrebîși.

## Demografie
Componența lingvistică a comunei Hrapaci
     Ucraineană (99,51%)
     Alte limbi (0,49%)
Conform recensământului din 2001, majoritatea populației comunei Hrapaci era vorbitoare de ucraineană (99,51%), existând în minoritate și vorbitori de alte limbi.